# James Scott (attore)
James Scott (Newcastle upon Tyne, 14 gennaio 1979) è un attore britannico.
Noto per il ruolo di EJ DiMera in Il tempo della nostra vita.

## Biografia
Scott è nato a Newcastle upon Tyne da padre inglese e madre scozzese. Primogenito di quattro figli, ha due fratelli e una sorella. Inizialmente ha studiato a Newcastle, Scott si trasferì in seguito in un collegio maschile a Lancaster.

### Carriera
Scott ha iniziato la sua carriera lavorando nell'industria musicale e in seguito ha iniziato a recitare in teatro.
Dopo solo poche settimane a Londra, Scott è stato notato dall'agenzia Storm Model Management di Londra, sede di Kate Moss, Elle Macpherson e altre modelle di spicco. Fare il modello gli ha permesso di guadagnare abbastanza soldi per frequentare il college. Ha studiato per due anni alla London Academy of Music and Dramatic Art.
Col passare del tempo, ha iniziato a fare il modello per aziende di abbigliamento. Durante un viaggio da modello a Los Angeles, ha frequentato un corso di recitazione. Il corso lo ha ispirato a risparmiare denaro e a trasferirsi a Los Angeles. Ha studiato recitazione per altri due anni prima di essere scelto nella soap opera La valle dei pini. Scott ha interpretato il ruolo di Ethan Cambias dal 2004 e lo ha interpretato fino al 2006. È poi entrato a far parte della soap opera Il tempo della nostra vita dove ha assunto il ruolo di EJ DiMera.
Nel 2014 ha lasciato Days of Our Lives per perseguire altre attività.
Scott si ritirò dalla recitazione e avviò un'attività di life coaching chiamata The Whisper Within.

## Filmografia

### Televisione
- La valle dei pini - soap opera (2004-2006)
- Il tempo della nostra vita - soap opera (2006-2014)
- Wrecked - serie TV, 1 episodio (2016)